# Sufflamen fraenatum
Sufflamen fraenatum е вид лъчеперка от семейство Balistidae.

## Разпространение
Видът е разпространен в Австралия (Лорд Хау), Американска Самоа, Гуам, Джибути, Йемен, Индия, Индонезия, Кения, Китай, Кокосови острови, Мавриций, Мадагаскар, Малдиви, Маршалови острови, Микронезия, Мозамбик, Нова Каледония, Оман, Палау, Папуа Нова Гвинея, Питкерн, Провинции в КНР, Реюнион, Самоа, САЩ (Хавайски острови), Северни Мариански острови, Сейшели, Соломонови острови, Сомалия, Тайван, Танзания, Тонга, Уолис и Футуна, Филипини, Френска Полинезия, Южна Африка и Япония.